# Джулинська сільська територіальна громада
Джулинська сільська територіальна громада — територіальна громада в Україні, в Гайсинському районі Вінницької області. Адміністративний центр — село Джулинка.
Площа — 126,01 км², населення — 5395 (2018).
Утворена 12 червня 2020 року шляхом об'єднання Джулинської, Дяківської, Мʼякохідської, Серебрійської, Серединської, Ставківської, Тернівської, Тирлівської, Чернятської, Шляхівської сільських рад Бершадського району.
19 липня 2020 року, в результаті адміністративно-територіальної реформи та ліквідації Бершадського району, громада увійшла до складу новоутвореного Гайсинського району.

## Населені пункти
До складу громади входить селище Кавкули та 15 сіл: Березівка, Берізки-Бершадські, Джулинка, Дяківка, Завітне, М'якохід, Серебрія, Серединка, Ставки, Теофілівка, Тернівка, Тирлівка, Хмарівка, Чернятка та Шляхова.